# میدان بعثت
میدان بعثت مربوط به دوره صفویه است و در یزد، تقاطع خیابان‌های انقلاب، قیام واقع شده و گرچه این اثر در تاریخ ۷ مهر ۱۳۸۱ با شمارهٔ ثبت ۶۵۴۴ به‌عنوان یکی از آثار ملی ایران در دوره قاجاریه به ثبت رسیده است اما اسنادتاریخی دیرینگی این بنا که شامل مجموعه تاریخی شاه طهماسب است به دوره صفویه نسبت می‌دهند